# Gare de Lérouville
La gare de Lérouville est une gare ferroviaire française des lignes de Noisy-le-Sec à Strasbourg-Ville, de Lérouville à Metz-Ville et de Lérouville à Pont-Maugis, située sur le territoire de la commune de Lérouville, dans le département de la Meuse, en région Grand Est.
C'est une halte ferroviaire de la Société nationale des chemins de fer français (SNCF) desservie par des trains TER Grand Est.

## Situation ferroviaire
Gare de bifurcation, elle est située au point kilométrique (PK) 288,718 de la ligne de Noisy-le-Sec à Strasbourg-Ville et de la ligne de Lérouville à Metz-Ville. Elle est aussi l'origine au PK 0,000 de la ligne de Lérouville à Pont-Maugis partiellement exploitée en trafic fret. Son altitude est de 231 m.
Le raccordement de Lérouville permet aux trains en provenance de la direction de Strasbourg et en direction de celle de Metz et vice-versa d'éviter un rebroussement en gare de Lérouville.

## Histoire
Cette gare a été mise en service le 15 novembre 1851 lors de l'ouverture à l'exploitation de la section de Bar-le-Duc à Commercy. La ligne de Lérouville à Metz-Ville n'a été ouverte que le 11 mai 1931.
La gare de Lérouville n'accueillait plus de trains de voyageurs ; depuis le 9 décembre 2012, elle est de nouveau accessible aux TER Bar-le-Duc - Metz. Les travaux de réouverture de la gare auront coûté 996 000 euros, « bien loin des premières estimations avancées par la SNCF », profitant ainsi de l'aubaine que présentait le contrat de développement économique financé par le ministère de la défense à la suite des restructurations militaires à Commercy

### Le bâtiment voyageurs
Le bâtiment voyageurs de style néoclassique, date de 1851. Il est typique des gares de la Compagnie du chemin de fer de Paris à Strasbourg ; il correspond au type 5 dans la classification des Chemins de fer de l'Est.
La Compagnie du Paris - Strasbourg, faute de moyens, a réalisé des gares intermédiaires en bois sur la section de Paris à Vitry-le-François de sa ligne vers Strasbourg[réf. nécessaire] ; les bâtiments provisoires ont été remplacés peu après par les Chemins de fer de l'Est. Au-delà de Vitry-le-François, les gares ouvertes en même temps que la ligne sont des bâtiments définitifs ; le type 5 y est représenté en abondance.
Les bâtiments de type 5 se caractérisent par une façade recouverte d'enduit, des bandeaux et des pilastres d'angle en pierre de taille ainsi que des percements à linteau droit surmontés d'entablements. Le corps central, surmonté d'une toiture à deux croupes, comporte trois Travées et celles du rez-de-chaussée sont surmontées d'arcs en plein cintre ; les ailes, coiffées d'un toit à deux pans, comportaient généralement une ou deux travées à l'origine et étaient symétriques. Les murs latéraux avaient initialement un œil-de-bœuf, pour les ailes basses, ou une petite fenêtre en demi-lune, pour le corps central.
Malgré des dégâts dus aux combats, le bâtiment de la gare de Lérouville a survécu à la Première Guerre mondiale et a été agrandi durant l'entre-deux-guerres.
La disposition d'origine comportait deux ailes de deux travées de part et d'autre du corps central ; les travaux d'agrandissement portèrent une aile à sept travées et virent le remplacement du toit en croupe du corps central par une toiture mansardée.

## Fréquentation
De 2015 à 2024, selon les estimations de la SNCF, la fréquentation annuelle de la gare s'élève aux nombres indiqués dans le tableau ci-dessous.
| Année     | 2015  | 2016  | 2017  | 2018  | 2019  | 2020  | 2021  | 2022  | 2023  | 2024  |
| --------- | ----- | ----- | ----- | ----- | ----- | ----- | ----- | ----- | ----- | ----- |
| Voyageurs | 5 307 | 4 815 | 6 023 | 7 383 | 8 591 | 6 658 | 5 824 | 7 063 | 7 410 | 8 620 |

## Service des voyageurs

### Desserte
Lérouville est desservie par les trains TER Grand Est, sur la relation de Bar-le-Duc à Metz ; certaines missions sont amorcées ou prolongées à Épernay.
Depuis 2016, avec la mise en place du cadencement, des TER de la liaison Bar-le-Duc – Nancy desservent cette gare ; certaines missions sont prolongées ou amorcées à Lunéville.

## Service des marchandises
Cette gare est ouverte au service du fret.